# Alholmen, Esbo
Alholmen är en ö i Finland. Den ligger i Finska viken och i kommunen Esbo i den ekonomiska regionen  Helsingfors i landskapet Nyland, i den södra delen av landet.
Öns area är 0,6 hektar och dess största längd är 110 meter i sydöst-nordvästlig riktning.